# Asphodeline rigidifolia
Asphodeline rigidifolia är en grästrädsväxtart som först beskrevs av Pierre Edmond Boissier och Theodor Heinrich von Heldreich, och fick sitt nu gällande namn av John Gilbert Baker. Asphodeline rigidifolia ingår i släktet junkerliljor, och familjen grästrädsväxter. Inga underarter finns listade i Catalogue of Life.